# Travel Promotion Act of 2009
Der Travel Promotion Act (deutsch Reiseförderungsgesetz) von 2009 ist ein Bundesgesetz der Vereinigten Staaten. Es regelt vor allem die Einreisegebühr, die durch den Bund erhoben wird. Zahlungspflichtig sind Ausländer, die weniger als 90 Tage in den Vereinigten Staaten verweilen. Die Gebühr beträgt 10 US-Dollar pro Person und Einreise. Finanziert werden mit den Geldern unter anderem Werbekampagnen für ausländische Besucher.
Das Repräsentantenhaus stimmte dem Gesetz mit 358:66 zu (Oktober 2009). Der Senat stimmte dem Gesetz mit 78:18 zu. Präsident Barack Obama setzte es am 4. März 2010 mit seiner Unterschrift in Kraft.